# Griffier (rechtbank)
Een griffier is een ander woord voor secretaris. Griffiers komen onder meer voor bij de rechterlijke macht.

## Omschrijving
Een hoofdtaak van een griffier bij de rechtbank is het om alle communicatie die betrekking heeft op een zaak vast te leggen. Mensen die een rechter om een vonnis vragen, moeten eerst een verzoek indienen bij de griffier van de rechtbank. Advocaten dienen daar ook hun stukken in (pleitnota's, verzoekschrift, klacht, hoger beroep, en dergelijke).
De griffier zorgt tevens voor de administratie rondom een zitting.
Tijdens een zitting maakt de griffier aantekeningen van alles wat er gezegd en gedaan wordt. Hij fungeert als  "notaris van het gerechtelijke gebeuren". 
De griffier maakt een verslag van de zitting (het proces-verbaal) en is aanwezig bij de beraadslagingen van de rechters in de raadkamer na afloop van de zitting. (In België is het niet de gewoonte dat de griffier bij de beraadslaging blijft.) De griffier geeft de rechter(s) administratieve bijstand bij de redactie van het vonnis of arrest. In Nederland schrijft ('concipieert') de griffier niet zelden het vonnis, waarna dit door de rechter(s) wordt gecorrigeerd.
Ook de rechter-commissaris (in België de onderzoeksrechter) die het onderzoek in strafzaken leidt, wordt ondersteund door een griffier. De griffier van de rechter-commissaris maakt een proces-verbaal op van doorzoekingen, verklaringen van verdachten bij hun voorgeleiding, verhoren van getuigen, enzovoort.
Griffiers bij de rechtbank worden wel de schrijvende magistratuur genoemd - naast de zittende magistratuur (de rechters) en de staande magistratuur (het Openbaar Ministerie). De boden worden, humoristischerwijs, ook wel de lopende magistratuur genoemd.
Men kan bij de griffier van een rechtbank documenten deponeren die voor iedereen ter inzage zijn. Vroeger was dit gebruikelijk voor het deponeren van algemene voorwaarden die men op contracten van toepassing verklaarde. Tegenwoordig wordt dat minder gedaan.

## Selectie en benoeming
De griffier bij de rechterlijke macht wordt altijd beëdigd. In België is griffier een beëdigd beroep, waartoe men pas kan worden toegelaten na een succesvol examen af te leggen bij Selor, het selectiebureau van de Belgische Federale Overheid.
In de wet is geregeld dat aan de griffier dezelfde titulatuur is toebedeeld als aan de leden van het college waartoe de griffier behoort. In het geval van de griffier van de rechtbank dient deze bijvoorbeeld ook aangesproken te worden met 'edelachtbare'.